# Кізенко Нестор Митрофанович
Нестор Митрофанович Кізенко (нар. 14 березня 1926, хутір Біж, Недригайлівський район, Сумська область — пом. 5 березня 2007) — український художник, член Спілки народних майстрів України.

## Біографія
Нестор Кізенко народився 1926 року на хуторі Біж, що біля села Хоружівка, Недригайлівського району, Сумської області у сім'ї сільського коваля. Художник народився у складну історичну епоху — знав убогість, був пастухом овець, мав можливість отримати тільки 4 класи освіти.
У воєнні роки йому довелося бути на примусових роботах в Німеччині. Після цього довгий час служив в армії — в Болгарії і на Кавказі. У Тбілісі, під час служби у збройних силах, був слухачем художнього курсу Тбіліської академії мистецтв, де отримав ази художньої освіти у Василя Шухаєва.
У 1956 році разом із сім'єю повернувся на Батьківщину, поселившись у місті Недригайлів. Працював в районному будинку культури, де вчив дітей малювати, а весь свій вільний час віддавав живопису. Виставляв свої картини під час різноманітних народних свят і фольклорних фестивалів.
1969 року художник став лауреатом Сумської обласної премії імені Пилипа Рудя.
У 2000 році, як народний майстер, був обраний членом Спілки художників України. Його картини експонувалися на виставці в місті Санта-Барбара (Каліфорнія, США) у 2001 році.[джерело?]
Ювілейні персональні виставки робіт художника відбулися 2006 року в Недригайлові, Ромнах, виставковій залі музею Івана Гончара в Києві, де було представлено 44 його картини з приватних колекцій.
Картини майстра зберігаються в музеях України і приватних колекціях в Канаді, Великій Британії, Україні, США, Німеччині. У липні 2012 року у Недригайлові пройшов конкурс імені Нестора Кізенка, яка була започаткована для увіковічення пам'яті видатного художника та підтримки юних талантів у сучасному українському образотворчому мистецтві. Шанувальником робіт митця є третій президент України — Віктор Ющенко.